# Xincun (sockenhuvudort i Kina, Heilongjiang Sheng, lat 46,87, long 125,62)
Xincun (kinesiska: 新村, 新村乡) är en sockenhuvudort i Kina. Den ligger i provinsen Heilongjiang, i den nordöstra delen av landet, omkring 150 kilometer nordväst om provinshuvudstaden Harbin. Antalet invånare är 12 657. Befolkningen består av 6 164 kvinnor och 6 493 män. Barn under 15 år utgör 13,0 %, vuxna 15-64 år 78 %, och äldre över 65 år 7,0 %.
Runt Xincun är det ganska tätbefolkat, med 120 invånare per kvadratkilometer. Närmaste större samhälle är Zhenxiang, 18,5 km nordost om Xincun. Trakten runt Xincun består till största delen av jordbruksmark.
Genomsnittlig årsnederbörd är 762 millimeter. Den regnigaste månaden är juli, med i genomsnitt 231 mm nederbörd, och den torraste är januari, med 5 mm nederbörd.